# 철도 동호인

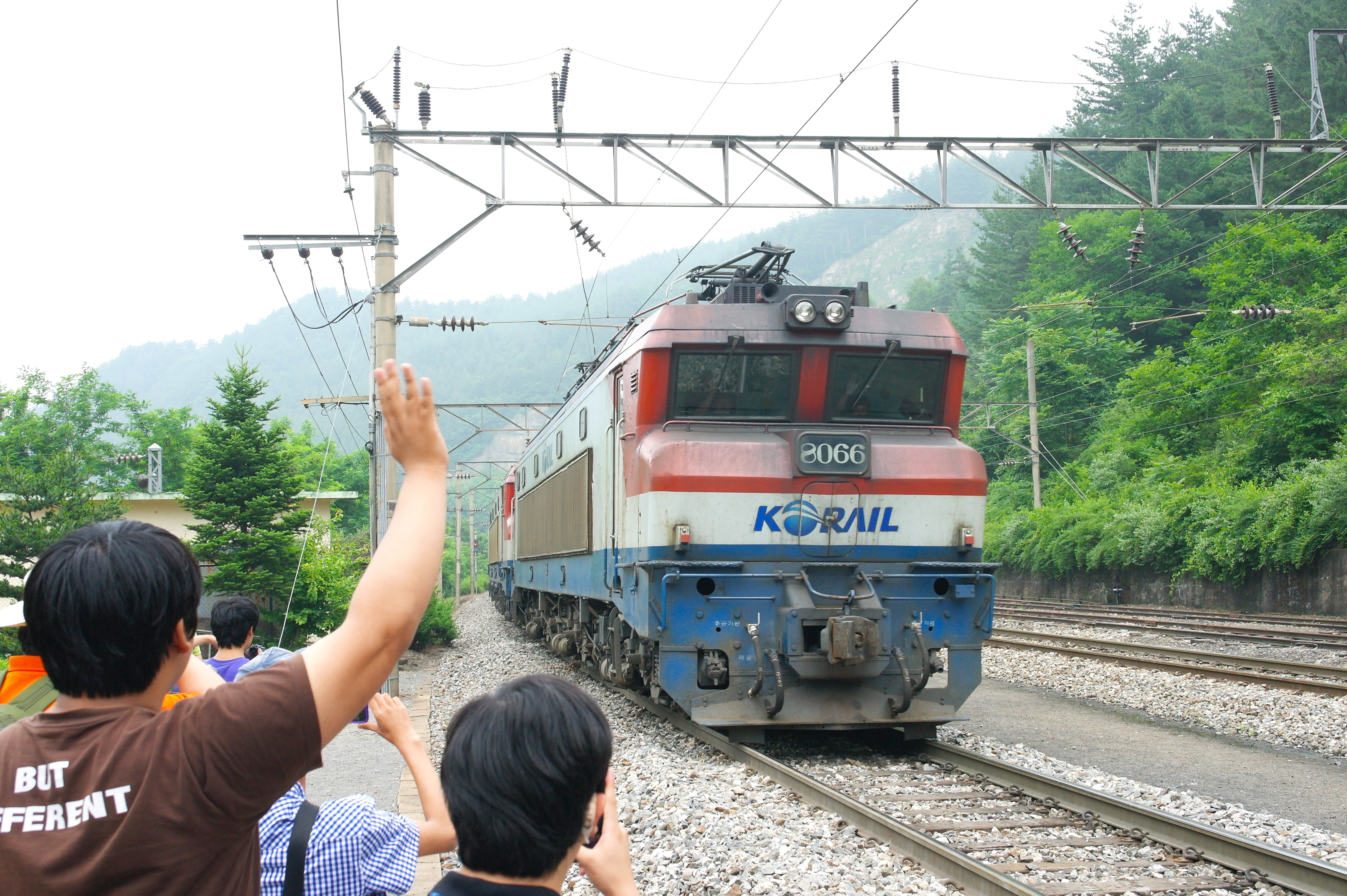
스위치백 환송행사가 열리는 나한정역에서 기관사와 철도 동호인들이 서로 손인사를 하고 있다.

철도 동호인(鐵道同好人) 또는 레일팬(영어: railfan, rail buff, train buff, railway enthusiast, railway buff, trainspotter, anorak, foamer)은 철도(및 지하철)를 좋아하며 철도에 많은 관심과 열정을 가지고 있는 사람을 뜻한다. 부르기에 따라 철덕, 철도 매니아, 철도 팬, 철도 애호가, 철도 동아리 등으로도 불리는데, 보통은 인터넷상의 모임에 소속되어 활동하고 있다.

## 철도 동호인의 분류
철도 동호인은 열중하는 관심의 분야에서 몇 종류로 분류된다.

### 사진, 동영상 촬영
철도와 관련된 사진, 동영상을 전문적으로 취급하며, 철도 사진만을 전문적으로도 취급하는 동호인도 있지만 일반적인 사진작가도 많이 존재하는 것으로 알려져 있다. 2002년 이후 디지털 카메라가 급속도로 보급됨에 따라 사진동호인의 구분이 모호해졌으나 이들은 DSLR 등의 고급장비 등을 갖추고 전문적으로 활동하고 있다. 인터넷에는 각종 커뮤니티의 전자 게시판을 통해 각종이미지가 투고되고 있다.

### 모형 수집
한국에는 국내에 정식 출시되어 판매 중인 모형은 없으나 외국에서 반입, 수집하는 동호인들이 일부 존재한다. 경제적인 문제로 인해 그 수는 많지 않으나 일본, 미국, 유럽 등의 각종 N게이지, HO게이지 모형 등을 수집하고 나아가 국내 차량을 자체적으로 제작하는데 노력하고 있다.

### 철도 여행
일반적인 철도를 통한 여행을 목적으로 하며, 여행의 목적보다는 과정인 철도이동을 여행의 목적으로 하는 여행 동호인을 철도 여행 동호인이라 한다. 따라서 다른 동호인들이 여행분야를 공유하기 때문에 그 의미는 모호하지만, 이들은 정기적으로 단체 여행모임을 개최하고 있는 것이 특징이다. 주로 출발역에서 종착역까지 왕복하고 돌아오는 것이 일상이다.

### 승차권, 행선판 등 수집

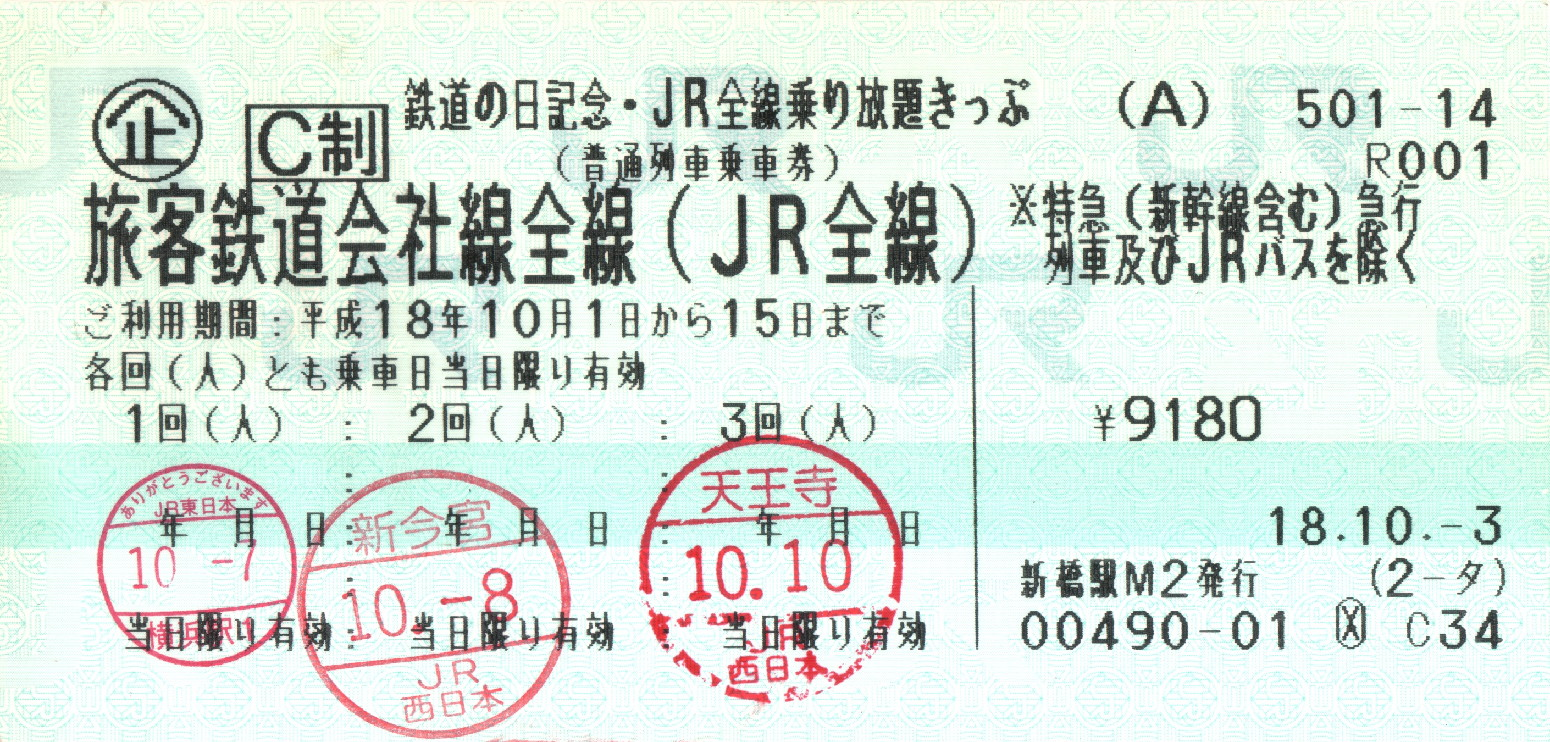
일본 JR의 기념 승차권

오래된 철도 승차권은 우표, 화폐 등과 함께 수집품으로서의 가치가 있기 때문에 이를 위한 수집상과 수집인들이 다수 존재한다. 특히 철도개통식 때는 개통기념승차권이 발행되기 때문에 이를 수집하기 위한 노력이 치열하게 전개되며 희귀승차권에 대한 화폐적 가치도 상당하다. 그뿐만아니라 철도관련 각종 기물과 물품이 수집대상이기 때문에 한때는 운행 중인 철도차량의 제작사 명판이나 행선판 등을 절취하는 행위가 윤리적으로 문제가 되었다. 승차권 수집은 각종 동호회뿐만 아니라 철도운영주체 내에도 철도승차권 수집을 전문으로 하는 동호회가 있을 정도로 그 규모는 상당한 수준이다.

### 기타
상기 철도동호인의 분야를 중복적으로 활동하는 사람들이 많으며 이 외에는 철도게임, 철도관련 영상제작 등의 부수적 활동을 전문적으로 하는 동호인이 존재하고 있다. 특히 이들의 대부분은 철도뿐만 아니라 다른 대중교통인 버스, 항공기 등에도 관심을 갖고 있는 경우가 많다.

## 국가별 철도 동호인

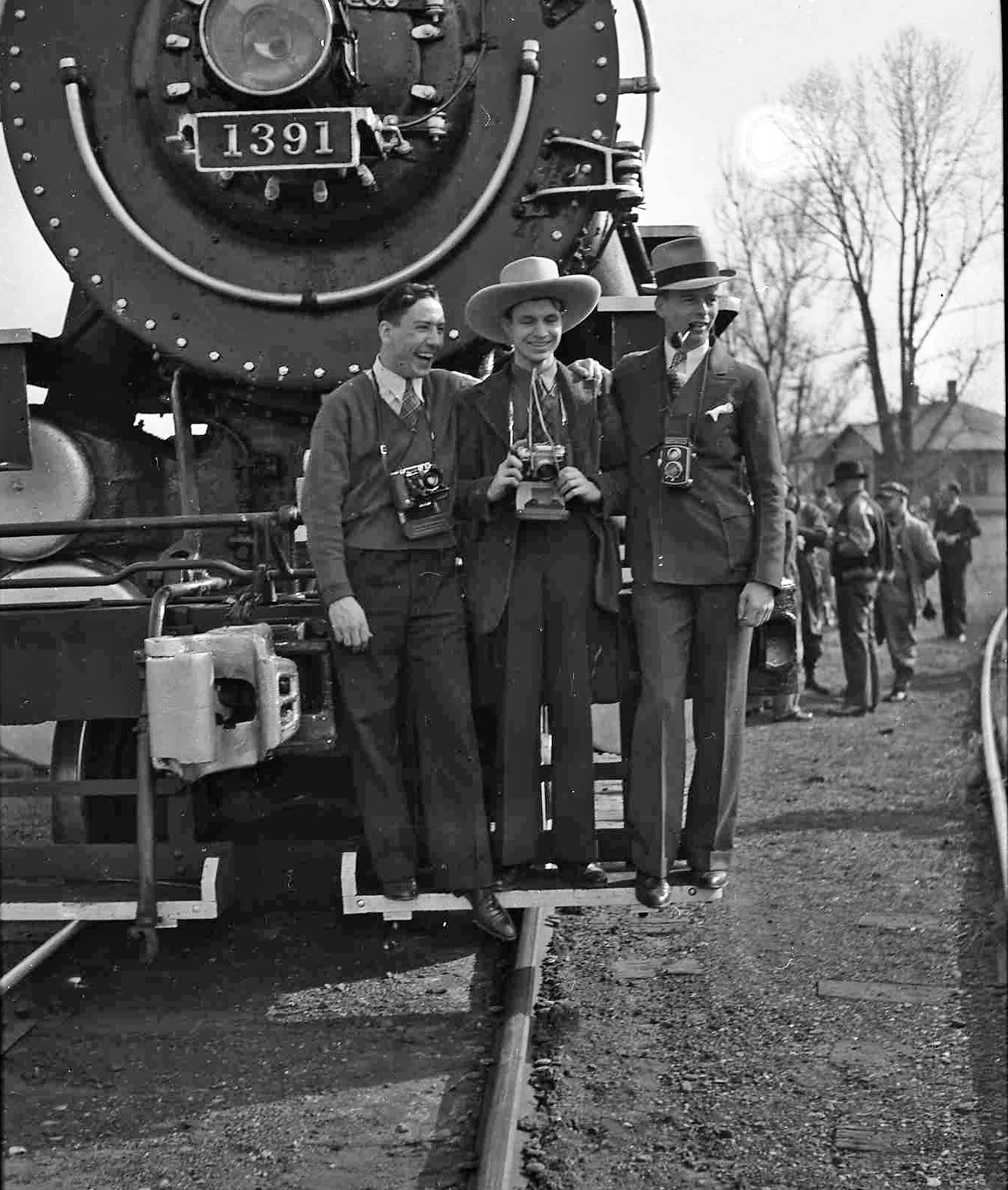
열차의 사진 촬영을 즐기는 미국의 철도 동호인들 (1939년 촬영)

세계 각지에서 철도 동호인들이 사진, 학술 조사, 모형, 여행, 물품 수집 등 다양한 활동을 즐기고 있다.
일반적으로, 철도 동호인은 경제적 선진지역인 유럽, 북아메리카, 일본 및 타이완에 집중해서 존재하고 있다. 단, 동호인의 활동 상황은 지역마다 차이가 있어, 법률로 철도시설의 사진, 동영상 촬영 등이 제한되고 있는 지역도 있다. 기타 지역에서는, 철도 취미에의 제약(군사 및 보안대책, 경제 및 사회상황 등)이 존재하고 있기 때문에, “철도 취미”라고 하는 개념이 희박하다. 단, 2000년대이후, 중국에서도 철도 동호인이 사진촬영 등을 활발히 하기 시작했다.
2001년에 발생한 9·11 테러 이후, 미국 등지에서는 보안대책 강화 때문에 열차의 사진촬영이 제한되거나, 사진촬영 중의 철도 동호인이 경찰관으로부터 심문을 받는 사례도 발생하고 있다.

### 유럽

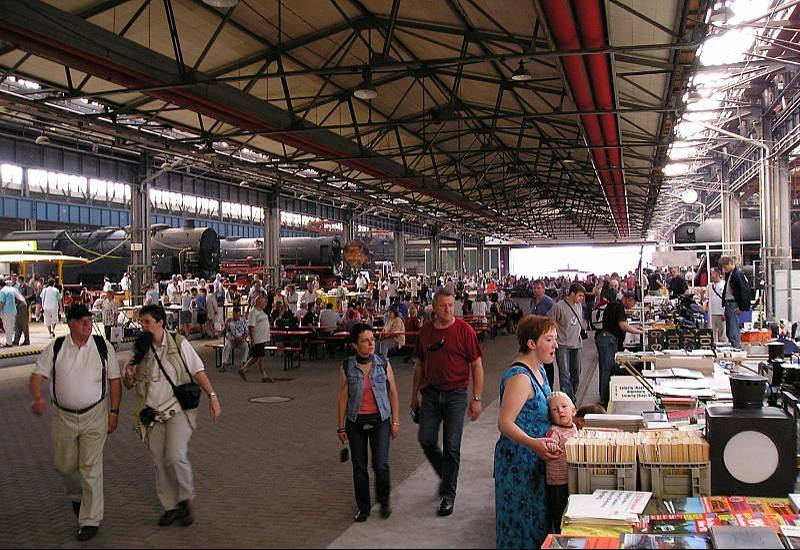
독일 마이닝겐 증기 기관차 공장의 시설 공개 이벤트에 집결한 철도 동호인들.

유럽에서는 서유럽, 특히 영국 및 독일을 중심으로 철도 동호인들의 모임이 활발하게 이루어지고 있다. 특히 유럽 지역의 활동은 주로 오래된 증기 기관차와 철도 시설의 보존 활동(Heritage railway)을 중심으로 이루어지고 있으며, 많은 사람들이 이를 위한 자원봉사 활동이나 자금원조 등을 실시하고 있다. 철도 운영회사도 동호인들에게 협력해, 보존 중인 차량의 임시운전을 실시하기도 한다. 유럽 동호인 독특의 활동으로서, 철도역(승강장)등을 왕래하는 열차차량의 차량번호·차량국적을 기록하는 “개별차량 확인하기”(Train spotting)이 있다. 또한 유럽에서는 국경을 넘어서 열차가 빈번하게 왕래하기 때문에, 차량의 월경 조사도 연구 분야중 하나가 되고 있다.

### 북아메리카

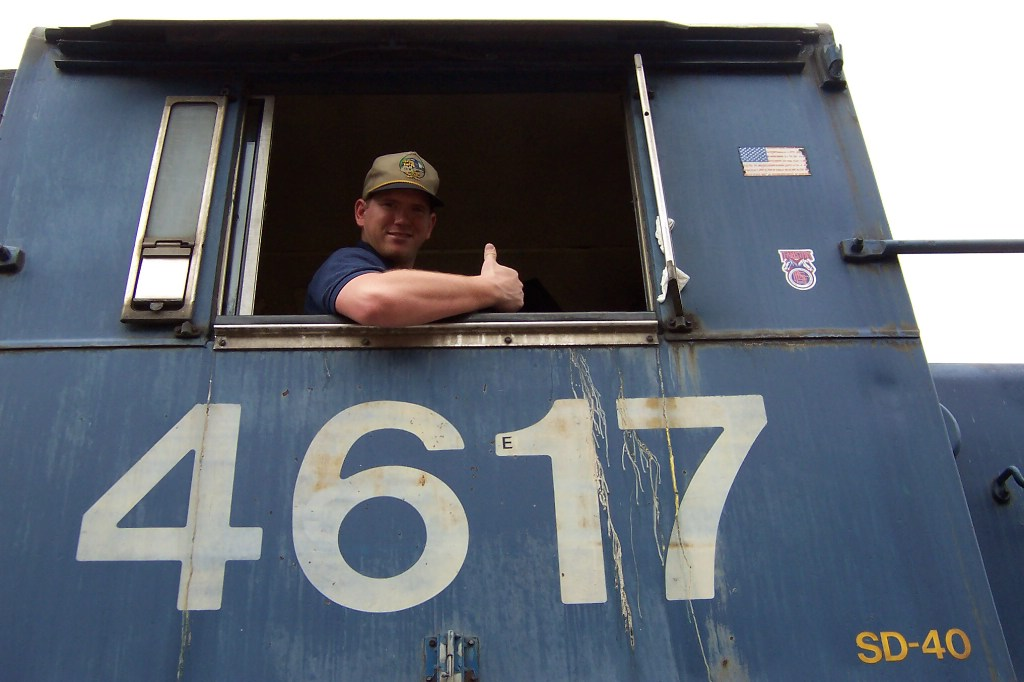
철도 운영회사의 허가를 받아서 디젤 기관차의 운전실에 들어간 미국의 철도 동호인.

북아메리카의 철도 동호인은 주로 미국에 집중되어 있으며, 이들은 주로 오래된 철도차량의 보존, 철도 모형 및 현역 디젤 기관차 등에 관심을 보인다. 미국은 국토가 광대해서, 철도 운영이 운전 시간이 지속적으로 변하는 화물 열차 중심으로 이루어지고 있기 때문에, 열차를 촬영할 때에는 철도 회사의 무선 통신을 도청해서 열차의 현재위치를 파악하는 경우가 많다. 경제적으로 유복한 동호인은 열차를 빌리거나, 개인소유 차량(Private railroad car)을 앰트랙 등 정기 여객 열차에 병결해서 운행하기도 한다. 20세기 전반의 여객수송 전성시대의 유품(식당차 사용의 식기, 소멸한 철도 운영회사의 주권) 등의 수집이 이루어지기도 한다.

### 일본

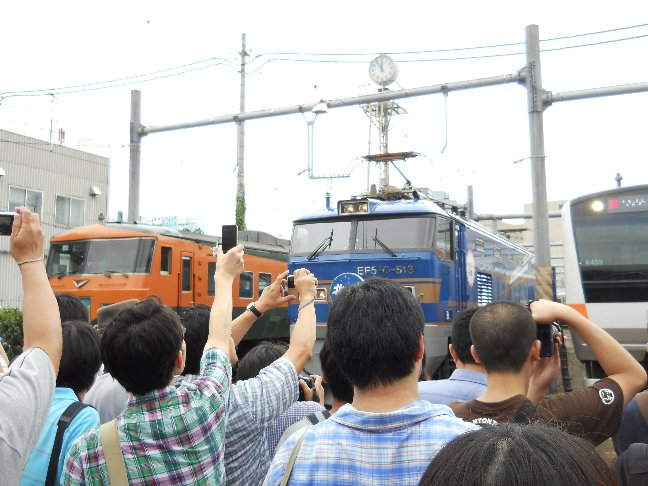
JR 동일본의 철도시설 개방 이벤트에 참가하는 동호인들

일본의 철도 동호인 활동은 서양보다도 늦게 발달하였으나, 1970년대 이후 일반 사회에서도 받아들여지고 있다. 일본은 작은 영토에 과밀되어 있는 철도노선, 그리고 오타쿠 문화에 연관되어 취미, 학술 등 각 분야에서 활발하게 동호인 활동이 이루어지고 있으며 철도 운영회사 또한 이들을 위한 마케팅 공략에 적극적으로 나서고 있으며 이들의 시장규모도 상당한 편이다. 특히 이들 철도 동호인들이 만든 “철도 친우회”에서는 매년 철도회사들이 개발하는 신형 차량에 대해서 “로렐상”과 “블루리본상”을 선발해 수여하고 있으며 철도동호인을 주제로 한 만화나 드라마, 심지어 방송까지 등장할 정도로 철도 동호인의 규모는 세계에서 가장 크고 활발하게 활동하고 있다.

### 중화민국 (타이완)

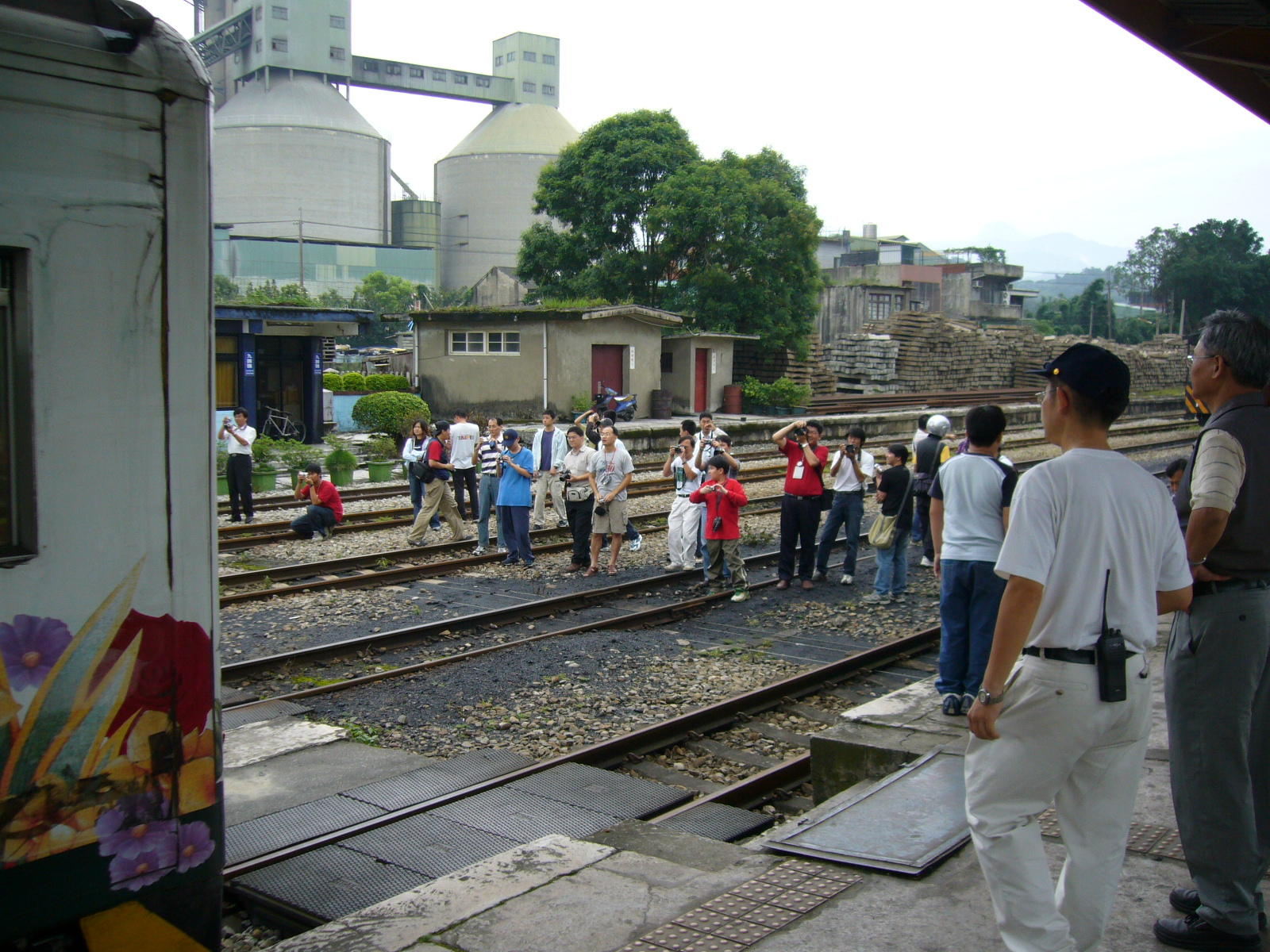
철도차량을 사진촬영하는 타이완의 동호인들

1991년 중화민국 정부에서 동원감란시기 임시조관 완전철폐 이후, 타이완에서는 철도시설 및 차량에 관련되는 정보수집의 제한이 완화되었다. 그 때문에, 일본의 오타쿠 문화의 영향을 받아서 서서히 동호인이 증가해 오고 있다. 특히 타이베이 첩운(台北捷運) 및 타이완 고속철도(台灣高速鐵路) 개통후는 증가 속도가 가속화되고, 동호인들의 관심 대상도 다종다양화했다. 타이완에서도 철도동호인들이 동호인단체인 “중화민국 철도문화협회(中華民國鐵道文化協會)”를 결성하고, 철도정보잡지 “철도정보(鐵道情報)”를 발행하고 있다. 이것을 받고, 철도관련 기업도 마케팅 공략에 적극적으로 나오기 시작하고 있다.

### 대한민국
대한민국에서 철도 문화는 1970년대에도 존재하였던 것으로 보이나, 당시에는 기관사 등 철도 종사자 사이에서 드물게 취미로서 공유되는 정도에 불과하였으며, 본격적으로 동호 활동이 양성화된 것은 PC통신의 등장과 더불어 일본의 오타쿠 문화가 유입되었던 1990년대 후반~2000년대 초반 경의 일이다.
10대 이하~30대 이상 등 다양한 연령층이 존재한다. 하지만 그에 비해 대한민국의 철도 문화는 빈약한 편이다. 국내 유일 철도 잡지였던 《레일러》는 장기 휴간에 돌입하였고, 새로운 철도 잡지《Rail&Life》마저도 1호만 발간되었다.
그러나 몰상식한 철도 동호인들이 문제가 되고 있다. 미성숙한 동호인(동호회 내부에선 철싸대 또는 철스퍼거라고 불린다)들이 경적 요구, 안전선 넘기, 제한구역 출입 등의 부적절한 행위를 일삼으면서 철도 동호계를 좋지 않은 시선으로 바라보는 시각이 늘었다. 이런 몰상식한 철도 동호인이 서울 지하철 2호선의 창문을 절도한 사건으로 인해 언론에 보도되면서 시선이 더 안좋아졌다. 몰상식한 철도 동호인은 대한민국 뿐만이 아니라, 일본에서도 문제가 되고 있다.

## 같이 보기
- 철도모형
- 레일팬 - 철도 시뮬레이션 게임
- 테츠코의 여행
- 바이트레인
- 항공기 동호인(에어팬) - 군용기 & 여객기 동호인 포함
- 버스 동호인(버스팬)